# Boris Melnik
Boris Melnik, född 2 februari 1945 i Vinnytsia, död 24 november 2016, var en sovjetisk sportskytt.
Melnik blev olympisk silvermedaljör i gevär vid sommarspelen 1972 i München.